# سیارک ۴۴۵۴
سیارک ۴۴۵۴ (به انگلیسی: 4454 Kumiko، نامگذاری:1988VW) چهار هزار و چهارصد و پنجاه و چهارمین سیارک کشف شده‌است که در ۲ نوامبر ۱۹۸۸ کشف شد.
قدر مطلق سیارک برابر ۱۲٫۶۰ است.